# Domoszlói-patak
A Domoszlói-patak a Mátrában ered, Domoszló településtől északnyugatra, Heves vármegyében, mintegy 500 méteres tengerszint feletti magasságban. A patak forrásától kezdve déli irányban halad, majd Domoszlótól délre éri el a Tarnóca-patakot.
Egyetlen mellékvize a Berek-patak. A Domoszlói-patak mentén fekvő Domoszló községben a szennyvízelvezetés és -kezelés ki lett építve, ezért ezzel kapcsolatban már egyre kisebb mértékben kell a patak vizének szennyeződésétől tartani.

## Állatvilága
A patak halfaunáját egyetlen halfaj alkotja, az ökle (Rhodeus sericeus), amely a huszadik század során korábban végzett kutatások során még előkerült, míg a patak legutóbbi felmérése alkalmával már nem sikerült jelenlétét kimutatni.

## Part menti település
A Domoszlói-patak mentén fekvő egyetlen település, Domoszló lakossága közel 2000 fő.